# チェジュ航空
チェジュ航空（チェジュこうくう、朝: 제주항공、英: Jeju Air）は、韓国の格安航空会社。
韓国の中堅財閥である愛敬グループと、済州特別自治道が共同で設立した格安航空会社。日本の第三セクターに近い。運賃は他社よりも30%程度安くしている。
2019年12月18日、経営が悪化したライバルのイースター航空を買収することが発表されたが、2020年7月23日、買収条件として求めていた、従業員への未払い賃金の支払いなど懸案事項が解消されなかったとして、イースター航空の買収を取りやめると発表した。なお、同社はアシアナ航空の買収も検討していたが失敗している。

## 沿革
- 2005年1月、会社設立。
- 2006年6月5日、済州 - ソウル/金浦線に就航し、運航開始。
- 2009年3月20日、仁川-関西線・仁川-北九州線に就航（初めての国際線）[4][5]。
- 2015年11月6日、韓国取引所（KRX）に韓国の格安航空会社では初めて上場[6]。
- 2016年5月16日、アジアの格安航空会社による航空連合であるバリューアライアンスに加盟。

## 就航都市
| 国             | 都市             | 空港                           | 備考                            |  |
| 東アジア       |                  |                                |                                 |  |
| 韓国           | 済州             | 済州国際空港                   | メインハブ空港                  |  |
| 韓国           | ソウル           | 仁川国際空港                   | メインハブ空港                  |  |
| 韓国           | ソウル           | 金浦国際空港                   | メインハブ空港                  |  |
| 韓国           | 釜山             | 金海国際空港                   |                                 |  |
| 韓国           | 清州             | 清州国際空港                   |                                 |  |
| 韓国           | 大邱             | 大邱国際空港                   |                                 |  |
| 韓国           | 務安             | 務安国際空港                   | 運休中                          |  |
| 韓国           | 光州             | 光州空港                       |                                 |  |
| 日本           | 東京             | 成田国際空港                   |                                 |  |
| 日本           | 大阪             | 関西国際空港                   |                                 |  |
| 日本           | 名古屋           | 中部国際空港                   |                                 |  |
| 日本           | 福岡             | 福岡空港                       |                                 |  |
| 日本           | 札幌             | 新千歳空港                     |                                 |  |
| 日本           | 函館             | 函館空港                       |                                 |  |
| 日本           | 静岡             | 富士山静岡空港                 |                                 |  |
| 日本           | 広島             | 広島空港                       |                                 |  |
| 日本           | 松山             | 松山空港                       |                                 |  |
| 日本           | 長崎             | 長崎空港                       | 運休中                          |  |
| 日本           | 大分             | 大分空港                       |                                 |  |
| 日本           | 鹿児島           | 鹿児島空港                     |                                 |  |
| 日本           | 沖縄             | 那覇空港                       |                                 |  |
| 台湾           | 台北             | 台湾桃園国際空港               |                                 |  |
| 台湾           | 高雄             | 高雄国際空港                   | (2025年7月29日より運航再開予定) |  |
| 中国           | 延吉             | 延吉朝陽川空港                 |                                 |  |
| 中国           | 青島             | 青島流亭国際空港               |                                 |  |
| 中国           | 威海             | 威海大水泊空港                 |                                 |  |
| 中国           | 煙台             | 煙台蓬萊国際空港               |                                 |  |
| 中国           | 北京             | 北京首都国際空港               |                                 |  |
| 中国           | 石家荘           | 石家荘正定国際空港             |                                 |  |
| 中国           | 哈爾浜           | 哈爾浜国際空港                 |                                 |  |
| 中国           | ジャムス         | ジャムス東郊空港               |                                 |  |
| 中国           | 張家界           | 張家界国際空港                 |                                 |  |
| 香港           | 香港             | 香港国際空港                   |                                 |  |
| マカオ         | マカオ           | マカオ国際空港                 |                                 |  |
| 東南アジア     |                  |                                |                                 |  |
| フィリピン     | マニラ           | ニノイ・アキノ国際空港         |                                 |  |
| フィリピン     | セブ             | マクタン・セブ国際空港         |                                 |  |
| フィリピン     | クラーク         | クラーク国際空港               |                                 |  |
| フィリピン     | ボホール         | ボホール・パングラオ国際空港   |                                 |  |
| ベトナム       | ハノイ           | ノイバイ国際空港               |                                 |  |
| ベトナム       | ダナン           | ダナン国際空港                 |                                 |  |
| ベトナム       | ニャチャン       | カムラン国際空港               |                                 |  |
| ベトナム       | ホーチミン       | タンソンニャット国際空港       |                                 |  |
| パラオ         | パラオ           | ロマン・トメトゥチェル国際空港 |                                 |  |
| タイ           | バンコク         | スワンナプーム国際空港         |                                 |  |
| タイ           | プーケット       | プーケット国際空港             |                                 |  |
| ラオス         | ヴィエンチャン   | ワットタイ国際空港             |                                 |  |
| マレーシア     | コタキナバル     | コタキナバル国際空港           |                                 |  |
| シンガポール   | シンガポール     | チャンギ国際空港               |                                 |  |
| ヨーロッパ     |                  |                                |                                 |  |
| ロシア         | ウラジオストク   | ウラジオストク国際空港         | 運休中                          |  |
| オセアニア     |                  |                                |                                 |  |
| グアム         | グアム           | グアム国際空港                 |                                 |  |
| 北マリアナ諸島 | サイパン         | サイパン国際空港               |                                 |  |
| 休・廃止路線   |                  |                                |                                 |  |
| 韓国           | 襄陽             | 襄陽国際空港                   |                                 |  |
| 日本           | 北九州           | 北九州空港                     | 2012年4月22日をもって運休       |  |
| 中国           | 泉州             | 泉州晋江空港                   | 2013年6月16日をもって運休       |  |
| 中国           | 煙台             | 煙台萊山国際空港               |                                 |  |
| ベトナム       | ホーチミンシティ | タンソンニャット国際空港       |                                 |  |
| カンボジア     | プノンペン       | プノンペン国際空港             |                                 |  |

2024年12月現在

## 日本との関係

### 日本への運航便
運航日などの正確な情報は公式サイトを参照。
| 便名        | 路線        | 路線        | 機材                    |
| ----------- | ----------- | ----------- | ----------------------- |
| 7C1503/1504 | ソウル/仁川 | 札幌/新千歳 | B737-800 （一部B737-8） |
| 7C1101/1102 | ソウル/仁川 | 東京/成田   | B737-800 （一部B737-8） |
| 7C1103/1104 | ソウル/仁川 | 東京/成田   | B737-800 （一部B737-8） |
| 7C1105/1106 | ソウル/仁川 | 東京/成田   | B737-800 （一部B737-8） |
| 7C1107/1108 | ソウル/仁川 | 東京/成田   | B737-800 （一部B737-8） |
| 7C1121/1122 | ソウル/仁川 | 東京/成田   | B737-800 （一部B737-8） |
| 7C1301/1302 | ソウル/仁川 | 大阪/関西   | B737-800 （一部B737-8） |
| 7C1303/1304 | ソウル/仁川 | 大阪/関西   | B737-800 （一部B737-8） |
| 7C1305/1306 | ソウル/仁川 | 大阪/関西   | B737-800 （一部B737-8） |
| 7C1373/1374 | ソウル/仁川 | 大阪/関西   | B737-800 （一部B737-8） |
| 7C1377/1378 | ソウル/仁川 | 大阪/関西   | B737-800 （一部B737-8） |
| 7C1201/1202 | ソウル/仁川 | 名古屋/中部 | B737-800 （一部B737-8） |
| 7C1203/1204 | ソウル/仁川 | 名古屋/中部 | B737-800 （一部B737-8） |
| 7C1401/1402 | ソウル/仁川 | 福岡        | B737-800 （一部B737-8） |
| 7C1403/1404 | ソウル/仁川 | 福岡        | B737-800 （一部B737-8） |
| 7C1405/1406 | ソウル/仁川 | 福岡        | B737-800 （一部B737-8） |
| 7C1407/1408 | ソウル/仁川 | 福岡        | B737-800 （一部B737-8） |
| 7C1801/1802 | ソウル/仁川 | 那覇        | B737-800 （一部B737-8） |
| 7C1513/1514 | ソウル/仁川 | 函館        | B737-800 （一部B737-8） |
| 7C1601/1602 | ソウル/仁川 | 静岡        | B737-800 （一部B737-8） |
| 7C1603/1604 | ソウル/仁川 | 静岡        | B737-800 （一部B737-8） |
| 7C1611/1612 | ソウル/仁川 | 広島        | B737-800 （一部B737-8） |
| 7C1613/1614 | ソウル/仁川 | 広島        | B737-800 （一部B737-8） |
| 7C1615/1616 | ソウル/仁川 | 広島        | B737-800 （一部B737-8） |
| 7C1701/1702 | ソウル/仁川 | 松山        | B737-800 （一部B737-8） |
| 7C1703/1704 | ソウル/仁川 | 松山        | B737-800 （一部B737-8） |
| 7C1771/1772 | ソウル/仁川 | 松山        | B737-800 （一部B737-8） |
| 7C1811/1812 | ソウル/仁川 | 大分        | B737-800 （一部B737-8） |
| 7C1823/1824 | ソウル/仁川 | 鹿児島      | B737-800 （一部B737-8） |
| 7C1153/1154 | 釜山        | 東京/成田   | B737-800 （一部B737-8） |
| 7C1351/1352 | 釜山        | 大阪/関西   | B737-800 （一部B737-8） |
| 7C1353/1354 | 釜山        | 大阪/関西   | B737-800 （一部B737-8） |
| 7C1551/1552 | 釜山        | 新千歳      | B737-800 （一部B737-8） |
| 7C1451/1452 | 釜山        | 福岡        | B737-800 （一部B737-8） |
| 7C1453/1454 | 釜山        | 福岡        | B737-800 （一部B737-8） |
| 7C1325/1326 | ソウル/金浦 | 大阪/関西   | B737-800 （一部B737-8） |
| 7C1327/1328 | ソウル/金浦 | 大阪/関西   | B737-800 （一部B737-8） |

### 歴史
- 2008年7月：済州 - 広島線で、初の国際チャーター便を運航[9][10]。北九州・高知・岡山など、2008年末までに47往復のチャーター便を運航[11]。

- 2009年3月20日、仁川-関西線、仁川-北九州線に就航（初めての国際線）[4][5]。
- 2009年11月27日、金浦-関西線に就航。

- 2010年3月28日、金浦-中部線に就航。
- 2011年6月22日、済州-大阪/関西線に就航[12]。
- 2012年3月23日、仁川-中部線に就航。
- 2012年3月30日、仁川-福岡線に就航。
- 2012年4月22日、仁川-北九州線を廃止。

- 2013年1月、済州-関西線を運休。
- 2013年7月4日、仁川-東京/成田線に就航。

- 2015年4月3日、釜山-関西線に就航[13]。
- 2016年12月15日、釜山-成田線に就航[14]。
- 2017年11月2日、仁川-松山線に就航[15]。

- 2018年1月6日、仁川-鹿児島線に就航[16]。
- 2018年4月30日、務安-関西線に就航。
- 2018年7月21日に、清州-関西線を開設。
- 2018年10月28日より、大邱-成田線に新規就航[17]。

- 2019年3月31日、務安-成田線に就航。
- 2019年7月、務安-福岡線に就航。
- 2019年5月10日、仁川-静岡線に就航[18]。
- 2020年3月、多数の路線を運休。
- 2020年10月30日、金浦-関西線、仁川-新千歳線を再開[19]。
- 2022年11月22日から、仁川-中部線を約2年8カ月ぶりに再開。
- 2023年3月26日より、仁川-静岡線の運航を再開。静岡空港にとっては3年振りに国際線の受け入れ再開となった。同日に、仁川-松山線も再開[20]。

- 2023年6月22日、仁川-大分線に就航。大分空港を発着する国際線としても、約4年ぶりの再開となった[21]。
- 2023年7月13日、仁川-広島線に就航[22]。
- 2023年12月11日から、日本路線へボーイング737-8-MAX型機の投入を開始した[23]。
- 2024年10月27日以降、日韓線の便名を日本発便は偶数便に、韓国発便は奇数便に変更した[24]。
- 2024年10月27日から、釜山-新千歳線の運航を再開。
- 2024年12月10日から、務安-長崎を週3往復するチャーター便の運航を開始。
- 2025年6月1日から、仁川-静岡線を1日2往復に増便。

## 運航路線一覧

### 国内線
- 済州 - ソウル/金浦 : 1日19便
- 済州 - 釜山 : 1日8便
- 済州 - 清州 : 1日2便
- 済州 - 大邱 : 1日2便

### 国際線
- ソウル/仁川 - 東京/成田 : 1日4便[25]
- ソウル/仁川 - 大阪/関西 : 1日3便
- ソウル/仁川 - 名古屋/中部 : 1日2便
- ソウル/仁川 - 福岡 : 1日4便[26]
- ソウル/仁川 - 札幌/新千歳 : 1日1便
- ソウル/仁川 - 函館 : 週2便(2025年6月5日から運航)[27]
- ソウル/仁川 - 松山 : 1日2便
- ソウル/仁川 - 那覇 : 1日1便
- ソウル/仁川 - 静岡 : 1日2便(2025年6月1日より増便)
- ソウル/仁川 - 大分 : 1日1便
- ソウル/仁川 - 広島 : 週11便
- ソウル/仁川 - 鹿児島 : 週3便
- ソウル/仁川 - 青島 : 1日1便
- ソウル/仁川 - ジャムス : 週1便
- ソウル/仁川 - 香港 : 1日2便
- ソウル/仁川 - 台北/桃園 : 1日1便
- ソウル/仁川 - 高雄 : 週4便
- ソウル/仁川 - マニラ : 1日1便
- ソウル/仁川 - セブ : 1日1便
- ソウル/仁川 - コタキナバル : 1日1便
- ソウル/仁川 - バンコク : 1日2便
- ソウル/仁川 - ハノイ : 1日1便
- ソウル/仁川 - シンガポール : 1日1便 (2025年7月24日より就航予定)[28]
- ソウル/仁川 - ウラジオストク : 週4便
- ソウル/仁川 - グアム : 1日2便
- ソウル/仁川 - サイパン : 1日1便
- ソウル/金浦 - 大阪/関西 : 1日2便
- ソウル/金浦 - バンコク
- 釜山 - 東京/成田：1日1便
- 釜山 - 大阪/関西：1日2便
- 釜山 - 福岡：1日1便
- 釜山 - 台北/桃園：1日1便
- 釜山 - バンコク：1日1便
- 釜山 - グアム：週2便
- 大邱 - バンコク：週2便
- 済州 - 福岡：週3便（7月から運航予定）
- 務安 - 福岡：週4便（2019年7月から運航）[29]
- 務安 - 長崎：週3便（2024年12月-2025年3月のチャーター便）[30]

2010年下半期より、済州国際空港から日本へのチャーター便、定期便就航を計画している。
同社には、中・長距離線を運航する格安航空会社を設立する計画が存在する。

## 機内サービス
事前座席指定は、当初は無料であったが、2014年7月より、座席種別に応じた有料制になった。非常口座席を利用する場合は、乗客誘導時に必要なため、朝鮮語か英語のどちらかに堪能であることが、チェックイン時に確認される。
機内では、無料の飲料水を除き、有料で軽食、飲料を販売している。2014年8月より、機内食の事前予約サービスも行われている。当初は、日本などの短距離路線ではおにぎりやナッツ等、中距離路線ではボックスランチの軽食が無償で提供されていた。また、国際線において大邱にあるグランド免税店が免税品機内販売を実施している。

## 保有機材
2025年2月現在

### 運用機材

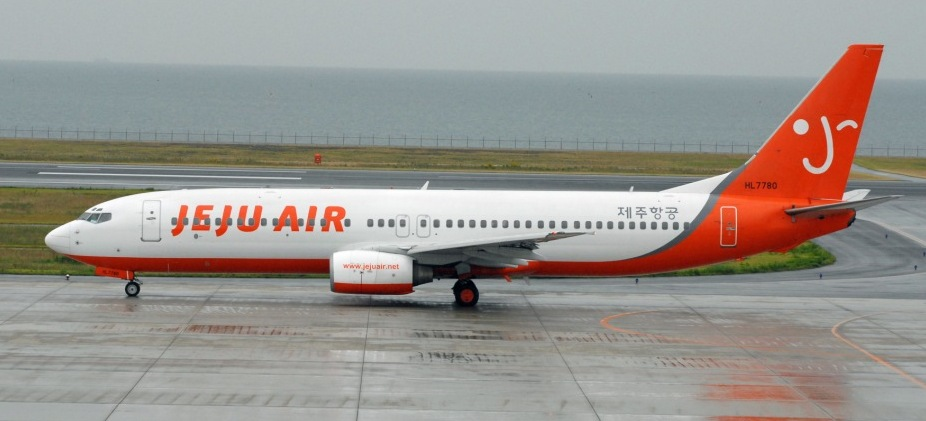
ボーイング737-800型機

| チェジュ航空 機材        | チェジュ航空 機材 | チェジュ航空 機材 | チェジュ航空 機材 | チェジュ航空 機材 | チェジュ航空 機材 | チェジュ航空 機材                     |
| 機種                     | 運用機数          | 発注機数          | 座席数            | 座席数            | 座席数            | 備考                                  |
| 機種                     | 運用機数          | 発注機数          | W                 | Y                 | Total             | 備考                                  |
| ------------------------ | ----------------- | ----------------- | ----------------- | ----------------- | ----------------- | ------------------------------------- |
| ボーイング737-800型機    | 3                 | —                 | 12                | 162               | 174               | 737-800NC､HL8316-8                    |
| ボーイング737-800型機    | 33                | —                 | —                 | 189               | 189               | 737-800NG                             |
| ボーイング737-8型機      | 1                 | 37                | 12                | 162               | 174               | 737-8 7B､HL8552､金浦-済州線で慣熟運用 |
| ボーイング737-8型機      | 2                 | 37                | —                 | 189               | 189               | 737-8 7E                              |
| 貨物部門 機材            |                   |                   |                   |                   |                   |                                       |
| ボーイング737-800BCF型機 | 2                 | —                 | 貨物              | 貨物              | 貨物              | 事故により冬期ダイヤ 運用休止         |
| Total                    | 41                | 37                |                   |                   |                   |                                       |

- ボーイング737-800型機：38機

35機が189席仕様、184席仕様が3機のみ。
- ボーイング737-8-MAX：3機

737-8-MAXを確定40機、オプション10機で契約済み、順次737-800型入れ替え導入予定。
2機は189席仕様で、1機は174席仕様。
- ボーイング737-800BCF型機： 2機

### 退役機材
- ボーイング737-800型機

15機が退役済み（うち1機はチェジュ航空2216便事故で大破、抹消）
- ボンバルディア Q400型機

2010年に全5機が退役した。

## 事故・トラブル
- 2007年8月12日 - 済州発釜山行きの502便（朝鮮語版）（Q400、機体記号 HL5256）が、釜山の金海国際空港に着陸後、タキシング中に強風にあおられ、滑走路を外れて排水溝へ脱輪した。乗客20名以上が軽傷を負った[37][38]。
- 2015年11月30日 - 仁川発那覇行きの1802便に誤って成田行きの1104便の乗客手荷物を搭載し、本来の那覇行きの乗客手荷物が仁川空港に放置されるトラブルが発生。当時、那覇行きは出発遅延しており、成田行きと出発時間が重なっていた。原因は、積み込みを行う協力会社の貨物車両が間違えた飛行機に運んでしまったためとしている。韓国では、過去にも他社で同様のトラブルが発生している[39]。
- 2015年12月23日 - 金浦発済州行きの101便（B737-8AS、HL8049、乗客約150人）が与圧システムが作動していないまま離陸し、高度1万5000フィート（約4.6 km）上空で一部の乗客が鼻血を出したり耳鳴りを訴えた[40]。
- 2024年12月29日 - バンコク発務安行きの2216便（B737-8AS、HL8088、乗員乗客181人）が、目的地の務安国際空港で胴体着陸後、爆発炎上した[41]。2名の乗務員を除き、搭乗した179名が死亡した[42]。

## 外部サイト
- チェジュ航空 （朝鮮語）（日本語）ほか
- JEJU air（チェジュ航空） (@jejuairjapan) - X（旧Twitter）
- チェジュ航空(JEJU air)公式アカウント(JP) (@jejuairjapan) - Instagram